# 나르메르 팔레트

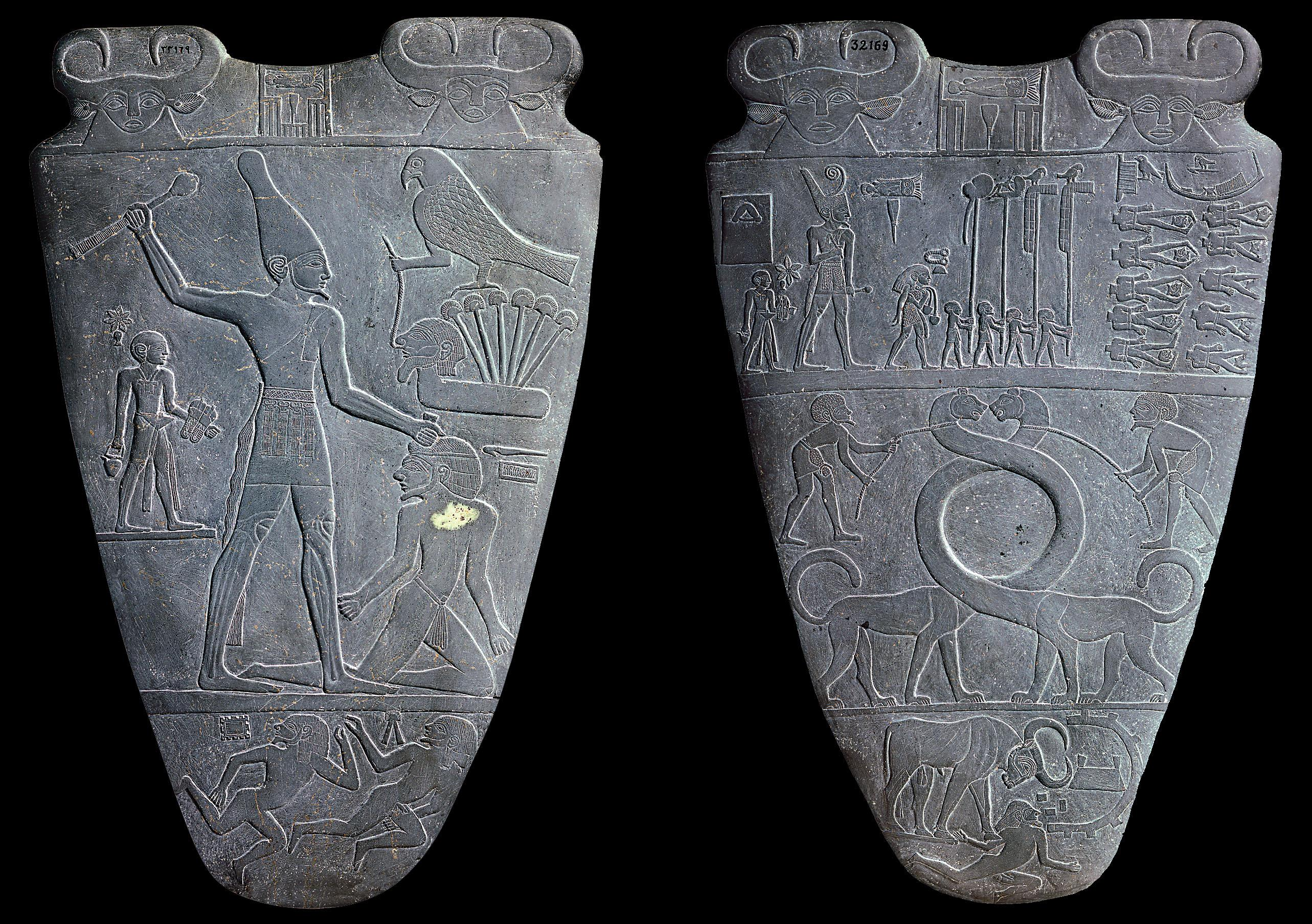
나르메르 팔레트 앞뒷면

나르메르 팔레트(Narmer Palette)는 기원전 31세기에 제작된 것으로 추정되는 고대 이집트의 작은 석판으로, 매우 중요한 고고학적 발견이며 이집트 미술의 중요한 작품이다. 이집트의 강한 햇빛으로부터 왕의 눈을 보호하기 위한 화장품을 만드는 데 쓰인 것으로 여겨지며, 팔레트에 새겨진 그림은 전쟁에서 이기고 개선하는 영웅적인 왕의 모습으로 왕의 서열과 특권이 표현된 상형문자와 나르메르의 통일업적을 기리는 기념미술로서의 가치도 주목할 만하다.